# Chu Tùng
Chu Tùng (chữ Hán: 朱松; 20 tháng 6 năm 1380 – 19 tháng 11 năm 1407), được biết đến với tước hiệu Hàn Hiến vương (韓憲王), là hoàng tử của Minh Thái Tổ Chu Nguyên Chương, hoàng đế đầu tiên của nhà Minh.

## Cuộc đời
Chu Tùng sinh ngày 23 tháng 5 âm lịch năm Hồng Vũ thứ 13 (1380), là hoàng tử thứ 20 của Minh Thái Tổ, mẹ là Chu phi (周妃). Chu phi vốn là cống nữ (贡女) từ Cao Ly dưới triều Nguyên Thuận Đế, bị quân Minh bắt được và nạp vào hậu cung của Thái Tổ. Trước Chu Tùng, Chu phi có hạ sinh một hoàng tử là Dân Trang vương Chu Biền.
Chu Tùng từ nhỏ là người thông minh cơ trí, giỏi văn chương, hành xử lễ độ, thận trọng. Năm Hồng Vũ thứ 24 (1391), Chu Tùng được phong làm Hàn vương (韓王), thái ấp ở Khai Nguyên, Liêu Ninh. Năm Hồng Vũ thứ 27 (1394), Hàn vương Chu Tùng cùng Trầm vương Chu Mô được vua cha phái đi thăm các vương huynh là Chu vương Chu Túc, Tần vương Chu Sảng, Tấn vương Chu Cương, Yên vương Chu Đệ và Tề vương Chu Phù.
Năm Vĩnh Lạc thứ 5 (1407), mùa đông, Hàn vương Chu Tùng bệnh nặng rồi qua đời, hưởng dương 28 tuổi, được ban thụy là Hiến (憲). Đầu năm thứ 6 (1408), ông được an táng ở Nam Kinh.

## Gia quyến

### Thê thiếp
- Hàn Vương phi Phùng thị (馮氏), chánh thất của Chu Tùng, con gái của Đô đốc Phùng Thành, mất dưới thời Cảnh Thái.
- Thứ phi Lý thị
- Quý thị (季氏)
- Triệu thị (趙氏) , sinh tứ tử.

### Con cái
Theo văn bia ở lăng Hàn vương, ông có 5 con trai (con thứ hai chết yểu) và 3 con gái (con trưởng chết yểu).
- Chu Xung Vặc (朱冲𤊨; 1397 – 1440), mẹ là Phùng Vương phi, tập phong Hàn Cung vương (韓恭王).
- Chu Xung Mộc (朱冲炑; 1401 – 1477), mẹ là thứ phi Lý thị, tước phong Tương Lăng Quận vương (襄陵郡王). Bản chất thật thà, đôn hậu, hiếu thảo với mẹ. Do chú là An Huệ vương Chu Doanh (hoàng tử thứ 22 của Thái Tổ) qua đời không con nối dõi, Xung Mộc xin được canh giữ lăng mộ ông, được triều đình chấp thuận.
- Chu Xung Ngung (朱冲禺), tước phong Lâm Phần Quận vương (襄陵郡王).
- Chu Xung Hưu (朱冲烌), mẹ là Triệu thị , tước phong Lạc Biền Quận vương (樂平郡王).
- Vinh Hà Quận chúa (榮河郡主), lấy Vương Vinh.

## Hàn vương thế hệ biểu
| Tước hiệu                | Họ tên                   | Quan hệ                          | Tại vị        | Ghi chú                                                                                                  |
| ------------------------ | ------------------------ | -------------------------------- | ------------- | --- |
| Hàn Hiến vương (韓憲王)  | Chu Tùng (朱松)          | Hoàng tử thứ 20 của Minh Thái Tổ | 1391 – 1407   | Năm Hồng Vũ thứ 24 (1391) phong Vương, năm Vĩnh Lạc thứ 5 (1407) qua đời, hưởng dương 28 tuổi.           |
| Hàn Cung vương (韓恭王)  | Chu Xung Vặc (朱冲𤊨)    | Con trai trưởng của Chu Tùng     | 1411 – 1440   | Năm Vĩnh Lạc thứ 22 (1411) tập phong, qua đời năm Chính Thống thứ 5 (1440), thọ 44 tuổi.                 |
| Hàn Hoài vương (韓懷王)  | Chu Phạm Di (朱範圯)     | Con trai trưởng của Xung Vặc     | 1443 – 1444   | Năm Chính Thống thứ 8 (1443) tập phong, qua đời vào năm sau (1444), hưởng dương 26 tuổi, không con.      |
| Hàn Tĩnh vương (韓靖王)  | Chu Phạm Ngang? (朱範𡊁) | Con trai thứ hai của Xung Vặc    | 1446 – 1450   | Năm Chính Thống thứ 11 (1446) tập phong, qua đời vào năm Cảnh Thái thứ nhất (1450), hưởng dương 30 tuổi. |
| Hàn Huệ vương (韓惠王)   | Chu Trưng Bộc (朱徵釙)   | Con trai trưởng của Phạm Ngang   | 1450 – 1469   | Năm Cảnh Thái thứ nhất (1450) tập phong, qua đời vào năm Thành Hoá thứ 5 (1469), hưởng dương 30 tuổi.    |
| Hàn Điệu vương (韓悼王)  | Chu Giai Sung (朱偕㳘)   | Con trai thứ hai của Trưng Bộc   | 1469 – 1474   | Năm Thành Hoá thứ 5 (1469) tập phong, qua đời vào năm thứ 10 (1474), hưởng dương 20 tuổi, không con.     |
| Hàn Khang vương (韓康王) | Chu Giai Tiềm (朱偕灊)   | Con trai thứ ba của Trưng Bộc    | 1476 – 1501   | Năm Thành Hoá thứ 12 (1476) tập phong, qua đời vào năm Hoằng Trị thứ 14 (1501), thọ 42 tuổi.             |
| Hàn Chiêu vương (韓昭王) | Chu Húc Then (朱旭櫏)    | Con trai trưởng của Giai Tiềm    | 1504 – 1534   | Năm Hoằng Trị thứ 17 (1504) tập phong, qua đời vào năm Gia Tĩnh thứ 13 (1534), thọ 51 tuổi.              |
| Hàn Định vương (韓定王)  | Chu Dung Toại (朱融燧)   | Con trai thứ hai của Húc Then    | 1536 – 1565   | Năm Gia Tĩnh thứ 15 (1536) tập phong, qua đời năm thứ 44 (1565), thọ 62 tuổi.                            |
| Hàn An vương (韓安王)    | Chu Mô Thiển (朱謨㙉)    | Con trai trưởng của Dung Toại    | Truy phong    | Nguyên phong Thế tử năm Gia Tĩnh thứ 17 (1538) tập phong, qua đời năm thứ 40 (1561), thọ 42 tuổi.        |
| Hàn Đoan vương (韓端王)  | Chu Lãng Kỹ (朱朗錡)     | Con trai thứ hai của Mô Thiển    | 1569 – 1606   | Năm Long Khánh thứ 3 (1569) tập phong, qua đời năm Vạn Lịch thứ 34 (1606), không rõ bao nhiêu tuổi.      |
| Hàn Giản vương (韓簡王)  | Chu Cảnh Hoành (朱璟浤)  | Con trai trưởng của Lãng Kỹ      | Truy phong    | Nguyên phong Thế tử, năm Vạn Lịch thứ 28 (1600) qua đời, không rõ bao nhiêu tuổi.                        |
| Hàn Trang vương (韓莊王) | Chu Quỳ Chi (朱逵𣏌)     | Con trai trưởng của Cảnh Hoành   | Truy phong    | Nguyên phong Thế tôn, năm Vạn Lịch thứ 36 (1609) qua đời, không rõ bao nhiêu tuổi.                       |
| Hàn Kính vương (韓敬王)  | Chu Đản ? (朱亶𡺊)       | Con trai trưởng của Quỳ Chi      | 1611 – k.1630 | Sau khi cha và ông nội đều mất trước thì tập phong năm Vạn Lịch thứ 39 (1609), không rõ qua đời khi nào. |
| Hàn vương (韓王)         | Chu Thiều Đạc? (朱韶䐾)  | Con trai của Đản ?               | k.1630 – 1644 | Năm Sùng Trinh cuối cùng (1644) bị Lý Tự Thành giết chết, chấm dứt dòng Hàn vương.                       |